# Слово полицейского
«Сло́во полице́йского» (фр. Parole de flic; 1985) — художественный фильм Жозе Пинейро.

## Сюжет
Бывший полицейский Даниэль Пратт, десять лет назад уехавший в Африку, узнаёт, что в Лионе убита его дочь. Он возвращается во Францию и начинает собственное расследование. Выясняется, что в гибели его дочери виновата таинственная группа людей, которая уничтожает преступников. Во главе группы стоит друг Пратта — комиссар полиции Стефан Рейнер.
На лицензионном DVD фильм в России выпустила фирма «CP Digital».

## В ролях
- Ален Делон — Даниэль Пратт
- Жак Перрен — Стефан Рейнер
- Фиона Желен — Сабин Клеман
- Эва Дарлан — Доминик Рейнер
- Жан-Франсуа Стевенен — Сильвен Дюбор
- Венсан Линдон — Дакс
- Доминик Валера — Брис